# Estación de Villaseca y Mocejón
Villaseca y Mocejón es una estación de ferrocarril situada en el municipio español de Villaseca de la Sagra, en la provincia de Toledo. En la actualidad no dispone de servicio de viajeros, aunque sus instalaciones pueden ser utilizadas como apartadero para efectuar cruces de trenes.

## Situación ferroviaria
Las instalaciones ferroviarias se encuentran situadas en el punto kilométrico 13,06 de la línea férrea de ancho ibérico Villaluenga-Algodor, a 473 metros de altitud sobre el nivel del mar, entre las estaciones de Villaseca-Pueblo y Algodor. El tramo es de vía única y sin electrificar.

## Historia

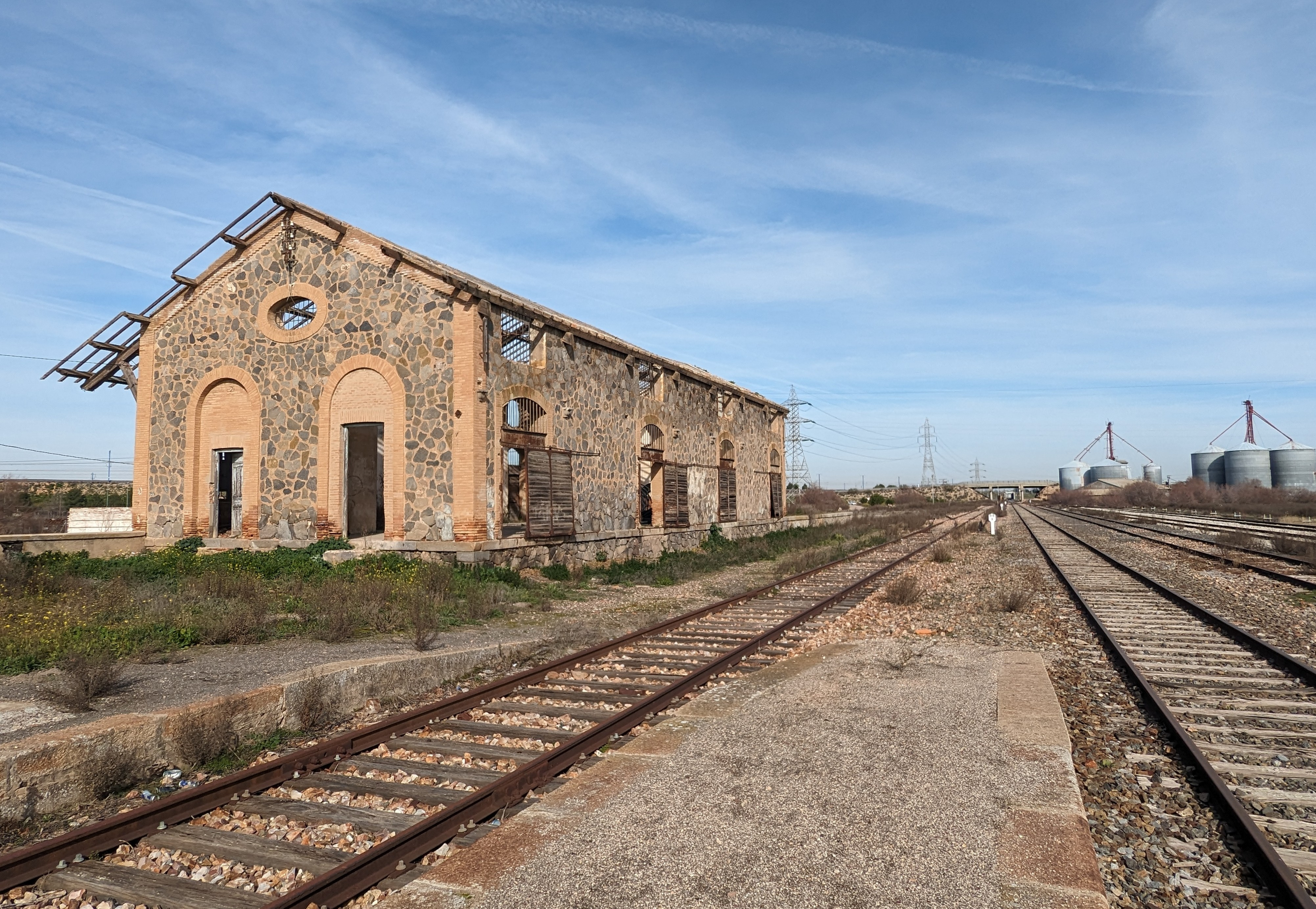
Muelle de carga

La estación fue levantada originalmente como parte de la línea Madrid-Ciudad Real, de ancho ibérico. Dicha línea fue construida por la Compañía de los Caminos de Hierro de Ciudad Real a Badajoz (CRB) e inaugurada en 1879, si bien un año después pasaría a manos de la compañía MZA. En 1941, con la nacionalización de los ferrocarriles de ancho ibérico, las instalaciones pasaron a manos de RENFE. En enero de 1988 se clausuró la mayor parte de la línea Madrid-Ciudad Real, si bien el tramo comprendido entre las estaciones de Villaseca y Algodor (la luego denominada línea Villaluenga-Algodor) se mantuvo plenamente operativo. Desde el 31 de diciembre de 2004 Renfe Operadora explota la línea mientras que Adif es la titular de las instalaciones ferroviarias.